# Mui Tsai
Mui Tsai (Kinesiska: 妹仔), vilket betyder "lillasyster" på kantonesiska, var en form av kinesisk slavhandel, där unga kinesiska flickor såldes för att arbeta som hushållspersonal, men ibland i praktiken även hamnade i sexhandeln. Seden var vanlig i Kina, och förekom sedermera bland kinesiska immigranter i USA, så som i rika kinesers hushåll i San Francisco. Seden var också vanlig i Hongkong, Singapore och delar av Sydostasien fram till andra världskriget.
Många kinesiska familjer önskade få en pojke. Fattiga föräldrar, som inte haft råd att försörja sina barn, har ibland dödat sina nyfödda barn då de fått en flicka i stället. Då var det accepterat att sälja oönskade flickor.
Flickorna var föräldralösa eller kom från fattig familjer, såldes av sina föräldrar vid ung ålder, och blev utlovade att kunna komma därifrån genom giftermål då de blir äldre.  Frånvaron av kontrakt vid dessa uppgörelser innebar att en Mui Tsai ibland kunde hamna i prostitution.

## Olika länder

### Arabvärlden
Icke-muslimska kinesiska flickor såldes så sent som under mellankrigstiden som haremsflickor till muslimska Aceh på Sumatra, och det är känt att de därifrån kunde exporteras vidare till slavmarknaderna på Arabiska halvön: för att undvika de holländska myndigheterna kallades dessa köpa för adoptioner.
I Hijaz uppgavs på 1920-talet att män såg det som billigare att köpa konkubiner än gifta sig: bland de kvinnor som betingade högst pris som konkubiner var kristna kinesiskor för $500, medan etiopiskor kostade 100$. 
1922 frågade en insändare den egyptiska tidningen al-Manar om det var legitimt att köpa flickor från kinesiska familjer till konkubiner och fick ett nekande svar av redaktören Rashid Rida.
Den första rapporten om slaveriet i Aden-protektoratet kom 1936. Britterna uppgav då att det fanns mellan 5 000-10 000 slavar de kände till. De flesta från Afrika, men några rika män i Hadramaut ägde konkubiner från Kina och Java. Det fanns kinesiska kvinnor som köpts från Singapore, indiska kvinnor som sålts av sina äkta män, afrikaner som införts i landet som tjänare och barn från Sydostasien som förts dit under förespeglingen att de skulle få undervisning. 
Britterna, som åtagit sig att avskaffa slaveriet i hela det brittiska imperiet, lät friköpa, frige och omlokalisera många slavar till andra brittiska kolonier.

### Hongkong
Vid 1800-talets mitt infördes Slavery Abolition Act och Slave Trade Act. I Hongkong ingrep dock inte myndigheterna förrän 1923, eftersom det ansågs vara en familjefråga och tradition.
Efter bildandet av Anti-Mui Tsai Society och en kampanj i brittisk press 1922, meddelade Winston Churchill som då var Storbritanniens koloniminister, att systemet skulle vara avskaffat inom ett års tid. Under press från Storbritanniens parlament, antog Hongkongs lagstiftande råd Female Domestic Service Bill året därpå. Handeln förbjöds. Kravet på registrering av alla Mui Tsai-flickor sköts dock upp, och lagen kom inte att tas på allvar.
1926 var Storbritannien med och skrev på Antislaverikonventionen hos Nationernas förbund. Frågan fick internationell uppmärksamhet. Efter stark politisk press, antog myndigheterna i Hongkong 1929 Female Domestic Service Ordinance. Alla Mui Tsai-flickor skulle vara registrerade den 31 maj 1930. Därefter skulle inte registrering, och därmed inte heller försäljning, vara tillåten. Inspektörer utsågs för att betala Mui Tsai-flickorna och se till att de inte behandlades illa, och att de fick ut sin lön.
2005 var frågan uppe på nytt. Kinesiska föräldrar fick pengar för sin dotter, som hamnat i Hongkong. Hon arbetade hårt från gryning till skymning. Efter psykisk press fördes hon till sjukhus.

### Macao
Under 1500-talet var det vanligt i Macao, att fattiga familjer sålde sina döttrar som hushållspersonal i 40 år. Då portugiserna bosatte sig i Macao började bordeller upprättas där dess flickor i vissa fall placerades, men mandarinerna ingrep och satte stopp för detta.

### Sydostasien
I Sydostasien var kinesiska flickor populära att sälja som konkubiner till muslimska harem. Detta förekom till långt in på 1900-talet. 
På 1880-talet förbjöd Sayyid 'Uthman b. 'Abdallah b. 'Aqil b. Yahya (1822-1931), utnämnd till Indonesiens mufti av holländarna, seden att köpa minderåriga kinesiska flickor som konkubiner från slavhandlare i Singapore, att endast muslimska flickor i könsmogen ålder kunde användas som konkubiner, och äktenskap med underåriga slavflickor endast var lagliga om de var muslimer och hade sin fars, inte slavhandlarens, tillstånd.
Icke-muslimska kinesiska flickor (Mui Tsai eller anak beli), importerades till Aceh så sent som under mellankrigstiden och importerades även vidare därifrån till Arabiska halvön: för att undvika de holländska myndigheterna kallades dessa köpa för adoptioner.

### USA
Under 1800-talet kom en stor våg av kinesisk arbetskraftsinvandring till USA:s västkust. Genom Chinese Exclusion Act 1882 blev det svårare för kinesiska män att skicka dit sina fruar från Kina, samtidigt som de förbjöds att gifta sig med icke kinesiska kvinnor. Många unga kinesiska flickor och kvinnor försågs med falska papper, som påstod att de var döttrar till välbärgade personer som ville emigrera till USA. 
Många av dem hamnade på Angel Island i San Francisco Bay. Flickorna såldes och sattes i hushållsarbete. Då de blev äldre såldes många av dem till prostitution. Mui Tsai-flickor blev målet för protestantiska reformer i San Francisco. Presbyterianska missionuset i San Franciscos Chinatown räddade många kinesiskor från missförhållanden.
Trots arbetet mot det förekom Mui Tsai-systemet in i 2000-talet.